# چم (مجارستان)
چم (به مجاری:  Csém) یک شهرداری در مجارستان است که در ناحیه کوماروم واقع شده‌است. چم ۶٫۲۹ کیلومتر مربع مساحت و ۴۸۶ نفر جمعیت دارد.